# 飯田力
飯田 力（いいだ ちから）は、日本の映像作家、アニメーター。
主に、NHKの音楽番組「みんなのうた」などのアニメーションを制作している。

## 作品一覧

### みんなのうた
- ◆は、5分間1曲枠の楽曲（ロングのうた）。
- 1.ここでまた会おう / 亀渕友香&The Voice of Japan（2001年2月・3月放送）◆
- 2.YAKUSOKU ～父に送る手紙～ / Toi et Moi 21'（2001年6月・7月放送）◆
- 3.がんばらんば / さだまさし（2006年4月・5月放送）